# Juan Antonio Chesa Camacho
Juan Antonio Chesa Camacho, més conegut com a Chesa, (nascut l'1 de febrer de 1970 a Alacant) és un exfutbolista valencià. Chesa jugava en la posició de migcampista.

## Clubs
| Club              | Any       |
| ----------------- | --------- |
| Vila-real CF      | 1988-1989 |
| Albacete Balompié | 1989-1990 |
| CD Málaga         | 1989-1991 |
| Albacete Balompié | 1991-1994 |
| Rayo Vallecano    | 1994-1995 |
| Hellín Deportivo  | 1995-1996 |
| Albacete Balompié | 1995-1996 |
| Écija Balompié    | 1996-1997 |
| C. D. Manchego    | 1996-1997 |
| Novelda CF        | 1997-1998 |
| Caravaca CF       | 1998-1999 |